# Eupithecia szelenyica
Eupithecia szelenyica là một loài bướm đêm trong họ Geometridae.